# Luca Arbore
Luca Arbore sau Arbure (cu alfabetul chirilic vechi: Лꙋка Арбꙋрє; în latină renascentistă: Herborus sau Copacius; n.  ? – d. 25 aprilie 1523, Hârlău, Moldova) a fost un boier, diplomat și om de stat moldovean, de mai multe ori comandant al armatei țării și membru familiei Arbore. A ieșit în evidență pentru prima dată în 1486, în timpul domniei lui Ștefan al III-lea, principe al Moldovei, cu care este posibil să fi fost rudă. A devenit portarul (sau castelanul⁠(d)) de lungă durată al Sucevei, îmbinând apărarea militară și funcțiile administrative cu o carieră diplomatică. Astfel, Arbore a organizat apărarea Sucevei în timpul invaziei poloneze din 1497, după care a fost confirmat ca unul dintre cei mai importanți curteni ai Moldovei.
În calitate de comandant militar, Arbore a participat la ocuparea de către moldoveni a Pocuției în 1502. El este identificat provizoriu ca fiind „Luca Valahul”, care l-a servit pe Ștefan în misiuni diplomatice cruciale în Polonia și în Marele Ducat al Moscovei. De asemenea, un mare proprietar de pământ și patron al artelor, Arbore a comandat pictarea Bisericii Arbore. Clădirea este una dintre cele opt biserici moldovenești aflate pe lista Patrimoniului Mondial UNESCO.
Portarul Arbore a fost identificat, probabil în mod eronat, ca fiind un pretendent la tronul Moldovei în 1505. El l-a slujit în continuare pe fiul lui Ștefan, Bogdan al III-lea, care a avut nevoie de serviciile sale în special în timpul confruntărilor de la granița dintre Moldova și Polonia din acel an. Și-a menținut poziția în ciuda înfrângerii suferite și, posibil în calitate de hatman, a continuat să servească ca tutore al fiului orfan al lui Bogdan, Ștefan al IV-lea „Ștefăniță”. În această calitate, el a aliniat țara cu Polonia și a purtat un război împotriva Hanatului Crimeii (un reprezentant al Imperiului Otoman), obținând o victorie majoră la Ștefănești în august 1518.
În 1523, principele i-a acuzat pe boierii din neamul Arbore de insubordonare și i-a executat pe cei mai mulți dintre ei. Deși acuzația inițială era probabil falsă, execuția în sine a declanșat o adevărată revoltă a boierilor. Neamul Arbore s-a destrămat în mare parte în 1523, dar a supraviețuit în principal prin descendenți de sex feminin; numele a fost în cele din urmă refolosit de persoane care erau înrudite cu familia originală, inclusiv, la sfârșitul secolului al XIX-lea, de către savantul și politicianul Zamfir Arbore. Până atunci, portarul fusese recuperat ca figură simbolică și în literatura unor autori precum Bogdan Petriceicu Hasdeu, Mihai Eminescu și Barbu Ștefănescu Delavrancea.

## Biografie

### Tinerețea
Născut la o dată necunoscută, Luca a fost fiul lui Cârstea Arbore, care a fost pârcălab al cetății Neamț în anii 1470, și al soției sale Nastasia. Diverși cercetători susțin că Cârstea, posibil cunoscut sub numele de Ioachim în unele surse, era frate cu Ștefan al III-lea - făcându-l pe Luca eligibil pentru tronul princiar. Luca a mai avut un frate, Pitarul Ion, și o soră, Anușca. Anușca a ajuns să se căsătorească cu boierul Crasnăș. Tatăl acestuia din urmă, numit tot Crasnăș, era renumit ca boier disident, deoarece l-ar fi dezertat pe Ștefan al III-lea în timpul Bătăliei de la Baia. Cârstea însuși a rămas loial principelui până la moartea sa. A fost ucis de Armata Otomană invadatoare în timpul invaziei din 1476, fie la Vaslui, fie în fața Cetății Neamț.
Principala funcție a lui Luca a fost cea de portar al Sucevei din 14 septembrie (stil nou: 24 septembrie) 1486. Atribuțiile acestei funcții au fost extinse considerabil de Ștefan: ea presupunea funcții de comandă în cadrul forțelor militare moldovenești și funcții diplomatice, obligându-l pe Arbore să devină poliglot. Până în 1500, el vorbea fluent slavona bisericească, poloneza și latina. Din 1486, Ștefan i-a acordat portarului său jumătate din satul Țăpești, pe râul Lozova (cealaltă jumătate a fost acordată lui Duma Burdur în 1499).
În paralel, Arbore a fost scutierul unei moșii eponime din Bucovina și al comunei Șipote, din județul Iași. A devenit ctitor de biserici, cu hramul Ortodoxiei moldovenești, în ambele localități. A cumpărat Arbore, incluzând orașul Solca de astăzi și comunele Botoșana și Iaslovăț, în martie 1502, transformând-o în principala sa moșie — favorizată, alături de Șipote, pentru că era cea mai apropiată de curțile preferate de Ștefan (Suceava și Hârlău). Folclorul consemnează că Arbore folosea ca muncitori prizonieri de război polonezi și otomani, obligându-i să extragă piatră din râul Solca. De la mama sa, Nastasia, portarul a moștenit și satul basarabean Hilăuți. Tradiția îi atribuie în continuare proprietatea asupra localității Hrițeni, în nordul Basarabiei.
Arbore s-a căsătorit cu o doamnă numită Iuliana. O relatare sugerează că aceasta ar fi fost fiica comisului Petru Ezăreanul din județul Tutova, de asemenea ucis în războiul din 1475; acest lucru rămâne contestat. Au avut cel puțin patru fii: Toader, Nichita și Gliga, și Ioan, dintre care cel din urmă nu a supraviețuit până la vârsta adultă. Unele înregistrări atestă un al cincilea fiu, Rubeo Arbore. Dintre cele șapte fiice ale sale, Ana s-a căsătorit cu marele comis Pintilie Plaxa. O altă fiică, Marica, a fost mama Maricăi Solomon, soția vizitiului Solomon. În cele din urmă, o fiică, Sofiica, a fost considerată în mod tradițional soția unui mare vistier, Gavril Totrușan. Cercetătorii de mai târziu au afirmat că soțul ei a fost un alt vistier, Gavril Misici. Cu toate acestea, potrivit cercetătorului Adrian Vătămanu, este posibil ca ea să fi fost a doua soție a lui Totrușan, iar Totrușan însuși să fi fost un Misici. Arbore a avut și un nepot, Dragoș, pe care l-a pregătit pentru funcția de portar al Sucevei și căruia i-a donat o moșie în Țăpești.
În calitate de diplomat, Arbore a efectuat mai multe misiuni diplomatice în Polonia și în Marele Ducat al Moscovei. Istoricul Valentina Eșanu crede că Arbore este Luka voloshanin sau Luca walachus („Luca Valahul”), menționat de mai multe surse ca fiind cel care a condus ambasadele lui Ștefan în cele două țări. Acest lucru ar însemna că în 1496-1497 l-a însoțit pe trimisul moscovit Ivan Oscherin, care făcea călătorii dus-întors între Moscova și Moldova. Această misiune făcea parte dintr-o serie de contacte la nivel înalt între Moldova, Moscova și Lituania, convingându-l pe Alexandru Jagiellon, care era doar Mare Duce al Lituaniei la acea vreme, să se retragă dintr-o alianță cu Polonia.
În 1497, când Polonia a invadat Moldova și a asediat Suceava, Arbore ar fi organizat o „apărare eroică” a capitalei. Evenimentele l-au adus pe Arbore în contact direct cu regele polonez Ioan Albert, după cum a menționat cu câțiva ani mai târziu fratele lui Albert, Alexandru Jagiellon. Scrisoarea lui Alexandru confirmă, de asemenea, că Albert îl vedea pe Arbore ca pe un posibil pretendent la tronul Moldovei; într-o altă cronică, se spune că apărătorii i-ar fi dat următorul răspuns lui Albert: „Să știi că nu-l vom trăda pe domnul nostru și castelele sale, căci domnul nostru, prințul Ștefan, este pe câmpul de luptă cu armata sa; dacă dorești acest lucru, du-te și învinge-l, iar atunci castelele sale și întreaga țară vor fi ale tale”. Aceeași cronică descrie o întâlnire între Albert și Arbore în afara zidurilor castelului, la câteva zile de la începerea asediului. Albert, gândindu-se că Arbore ar putea avea aspirații princiare, i-a propus portarului să ocupe Suceava și să primească sprijin pentru obținerea tronului. Arbore a refuzat; Albert a încercat atunci să-l captureze pe Arbore, dar acesta a reușit să se retragă în cetate.

### Proeminență

Stema lui Arbore, bazată pe relieful bisericii sale

La sfârșitul anului 1497, itinerantul Oscherin și Luka voloshanin au fost jefuiți în Terebovlia de o bandă de crimeeni și cazaci, care ar fi fost condusă de principele Yapancha. Incidentul l-a determinat pe Ștefan să ceară despăgubiri de la Mengli Ghirai, dar acestea nu au fost niciodată returnate în totalitate. În 1501, în timp ce tensiunile dintre Polonia și Moldova se reaprindeau, Arbore a călătorit la Halych și l-a informat pe starostele local că Moldova intenționa să anexeze acel oraș, și, posibil, și alte părți ale Voievodatului Ruteniei. Nu se știe însă dacă vizita a fost o misiune diplomatică oficială sau o inițiativă proprie a lui Arbore. În acel an, mai mulți trimiși moscoviți au fost reținuți în Moldova de Ștefan, care dorea garanții de siguranță pentru fiica sa Olena, încarcerată alături de nepotul său Dmitri. Diplomații au fost eliberați în iunie 1502, fiind însoțiți înapoi la Moscova de moldovenii Doma și Uliuka - potrivit lui Eșanu, aceștia ar putea fi boierii Duma Burdur, sau Duma Vlaiculovici, și Arbore.
În toamna anului 1502, deși Alexandru Jagiellon preluase tronul polonez de la fratele său, Polonia și Moldova erau din nou în conflict între ele. În acest context, Arbore a avut un rol proeminent în ocuparea regiunii poloneze Pocuția. El și-a comandat propria piatră funerară cam în aceeași perioadă, probabil ca o măsură de precauție În timpul campaniei, Arbore s-a întâlnit din nou cu starostele de Halici, care l-a întrebat despre distrugerea unui castel de către moldoveni. Arbore a dat un răspuns ferm, menit să fie auzit de Alexandru Jagiellon - a sugerat că stăpânul său, Ștefan al III-lea, nu dorea să aibă niciun castel în apropierea graniței sale, cu excepția castelului de la Halici. Dacă identificarea lui Luca walachus este corectă, în noiembrie 1503 Arbore a condus, de asemenea, o delegație moldovenească la Lublin, încercând să ajungă la o înțelegere cu privire la anexarea Pocuției de către Ștefan.
Arbore a fost integrat și în Sfatul boieresc în 1486, dar a revenit acolo abia în 1498, probabil pentru că lipsea prea des din țară în misiuni diplomatice. Potrivit istoricului Virgil Pâslariuc, el a fost cooptat acolo pentru că îl susținea pe cneazul și succesorul desemnat al lui Ștefan, Bogdan al III-lea, a cărui pretenție la tron era contestată de frații săi; și, de asemenea, pentru că era un războinic distins. În ultimii ani ai domniei lui Ștefan al III-lea, Arbore și Ioan Tăutu au devenit din ce în ce mai influenți, căpătând tot mai multe atribuții; în 1503, Arbore a urcat și el în Sfatul boieresc, fiind trecut acolo ca al optulea boier ca importanță. Pentru o vreme, el a fost și Spătar, adică comandant militar al țării.
În 1504, odată cu moartea lui Ștefan al III-lea, Arbore a fost considerat pretendent la tron, deși a continuat să servească drept curtean al succesorului recunoscut, Bogdan. Această relatare, contestată de mai mulți istorici, se bazează pe scrisoarea lui Alexander Jagiellon, care susține, de asemenea, că Arbore a scăpat la limită de o tentativă de asasinat. Potrivit lui Nicolae Iorga, întregul episod, așa cum este relatat de sursă, este „greu de crezut” și „confuz”. În 2013, Liviu Pilat a susținut că întreaga controversă privind pretenția lui Arbore la tron provine dintr-o interpretare greșită a scrisorii lui Alexandru, care se referă doar la evenimentele din 1497. Pâslariuc propune că Bogdan l-a folosit pe Arbore, loialistul și mentorul său, pentru a-și consolida legitimitatea. El notează, de asemenea, că Bogdan l-a pedepsit pe nepotul său Dragoș, care a „stricat un tun foarte scump”, confiscându-i una dintre proprietăți. Acesta a fost un exemplu de "confruntare a principelui cu marile familii", cu care altfel era în pace.
Arbore a condus trupele în luptă în timpul noilor confruntări dintre Moldova și Polonia din 1505, provocate de eșecul aranjamentelor matrimoniale dintre Bogdan și Elisabeta Jagiellon. Se pare că a fost prezent la asediile moldovenești de la Camenița și Liov. Polonezii au răspuns de două ori, anticipând contraatacurile lui Arbore și învingând trupele moldovenești în ambele ocazii, ceea ce l-a determinat pe Bogdan să ceară pacea. O parte din celelalte activități ale lui Arbore s-au concentrat pe ridicarea bisericii din Arbore, care a fost terminată în 1502 și căreia i-a donat o carte a Faptelor Apostolilor în 1507. Frescele, finalizate în 1504, sunt o sinteză a artei renascentiste și bizantine, remarcându-se prin utilizarea simbolurilor gnostice și bogomiliene într-un context altfel ortodox.  Istoricul bisericesc Mircea Pahomi avansează ipoteza că Arbore a folosit pietrari și pictori italieni pentru cel puțin o parte din această lucrare. Stemele lui și ale soției sale, expuse pe altarul principal, sunt printre puținele exemple de heraldică clasică moldovenească.

### Regență și decădere

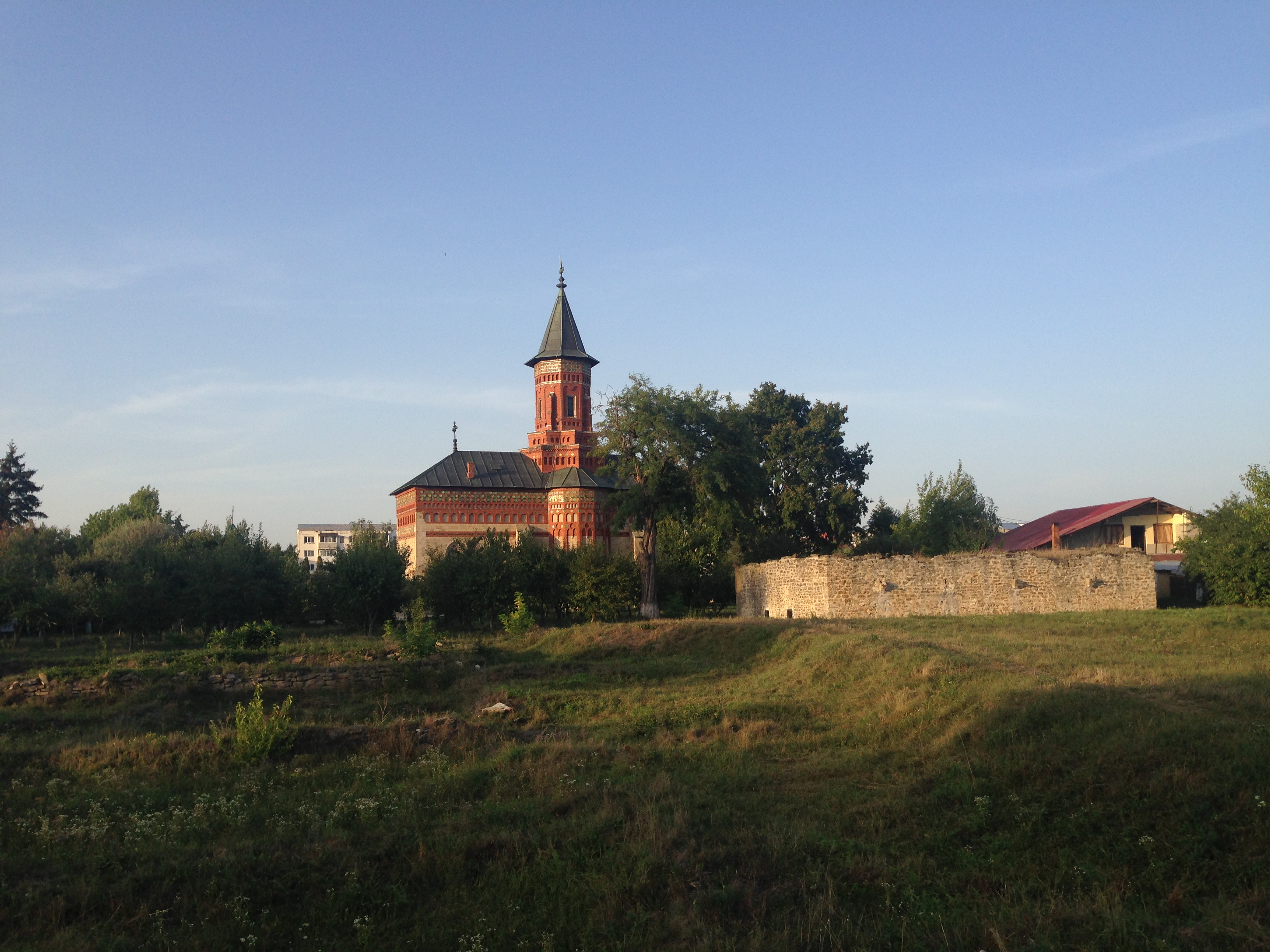
Vestigii ale palatului princiar și locul execuției lui Arbore, la Hârlău

Bogdan era un principe bolnav, incapabil să-și îndeplinească îndatoririle spre sfârșitul vieții; alături de Totrușan, Arbore a preluat din nou conducerea efectivă a țării. Tronul i-a revenit lui Ștefan al IV-lea, un minor (11 ani la acea vreme). Arbore a devenit tutorele domnitorului și, ca atare, eminența supremă⁠(d) a țării. Averea sa a crescut în 1516 odată cu cumpărarea Solonețului de la boierii Hanco, cuprinzând în cele din urmă 39 de domenii separate, inclusiv Muntele Giumalău. Arbore a deținut funcția de portar până la 15 martie (25 martie) 1523;  el este menționat și ca hatman de către cronicarul Macarie, dar, scrie Eșanu, această funcție nu fusese încă introdusă la curtea Moldovei. În mod similar, Pahomi notează că titlul de hatman este „greșit aplicat” lui Arbore, care nu l-a deținut niciodată.
În acest interludiu, politica externă a Moldovei s-a schimbat, iar Ștefan a semnat o alianță cu noul monarh polonez, Sigismund I. Arbore, identificat de medievistul Ilie Grămadă drept liderul unui partid polonofil, a negociat condiții avantajoase: până când trupele poloneze nu intrau pe teritoriul ei și nu-i asigurau securitatea, Moldova nu era obligată nici să ajute Polonia, nici să înceteze să-și plătească datoriile față de Imperiul Otoman. În general, politica sa în legătură cu problema otomană este descrisă de Pahomi drept „neutralitate activă”. Cu toate acestea, schimbarea de politică, care a deschis calea participării Moldovei la o cruciadă planificată, organizată în comun de Sfântul Imperiu Roman și Regatul Franței, a bulversat relațiile Moldovei cu otomanii și cu Crimeea. În august 1518, Mehmed I Giray⁠(d) a trimis trupe crimeene în Moldova. Acestea au fost întâmpinate în afara Ștefăneștiului de o forță moldovenească bine pregătită, condusă de Arbore; acolo, Mehmed a suferit o înfrângere masivă, multe dintre trupele sale înecându-se în râul Prut.
Istoricul militar Mihai Adauge îl descrie pe Arbore ca fiind un „mare strateg” și „patriot neînfricat”, la egalitate cu Ștefan al III-lea. Cu toate acestea, până în 1523, boierii Arbore s-au lovit de mânia principelui lor, fiind acuzați oficial de hiclenie (trădare). Cronica parohială din Solca nota, în anii 1880, că „nicio cronică moldovenească” nu a precizat ce crimă comisese de fapt Arbore. După cum a fost citită de Pahomi, decizia principelui a reflectat clivajele din cadrul Consiliului, legate în mod inerent de problema polono-otomană. „Bătrânii boieri” au căzut în disgrație; un postelnic, Cozma Șarpe Gănescu, confruntat cu acuzații similare, a fugit în Polonia. Potrivit lui Vătămanu, Ștefan al IV-lea era supărat că la curtea lui Sigismund se mai găzduiau pretendenți la coroana Moldovei. Deși Arbore ar fi putut fi de acord cu principele în această privință și, de asemenea, era în favoarea unei dezangajări din alianța cu Polonia, „se pare că emisarii polonezi nu l-au lăsat”.
Luca a fost decapitat în aprilie la curtea princiară de la Hârlău. Toader și Nichita Arbore ar fi fost executați, prin strangulare sau decapitare, în cursul lunii următoare. Potrivit unei tradiții, este posibil ca unul dintre ei să fi fost de fapt mort până atunci, ucis accidental în timpul unei partide de vânătoare. Reședința familiei de la Arbore-Solca a fost confiscată de către domnitor și a devenit teren al statului. Mormântul lui Arbore rămâne nedescoperit, dar o teorie susține că trupul său a fost furat de partizanii săi și îngropat în secret la Solca.
Această execuție este considerată a fi fost cea care a declanșat o revoltă a boierilor, care a avut loc în septembrie 1523. Grămadă notează, de asemenea, că moartea lui Arbore a semnalat o altă schimbare de politică externă, Polonia temându-se de o apropiere moldo-otomană — în ciuda confruntării dintre Moldova și otomani de la Tărăsăuți. Principele, care a menținut stăpânirea țării în timp ce se afla în război cu boierii aliniați cu Polonia și cu Țara Românească, a numit o nouă administrație, formată din Totrușan și, ca nou portar al Sucevei, boierul Petrică. Totrușan este însă trecut printre boierii care au luat armele, susținându-l pe pretendentul Alexandru Cornea. Mișcarea a fost în cele din urmă reprimată în mod sângeros. O mare parte din vechea elită a fost forțată să plece în exil, iar unii captivi au fost executați de principe la reședința sa din Roman.
Soția lui Luca, Iuliana, a murit probabil înainte de 1523. Rubeo Arbore, despre care se presupune că este unul dintre cei doi fii supraviețuitori ai acesteia, a pus mâna pe două bombarde moldovenești și s-a predat cu ele Regatului Ungariei; sora sa Sofiica și soțul ei Gavril au părăsit și ei țara, stabilindu-se în Polonia. Gliga Arbore a dispărut din arhive la o dată ulterioară. Potrivit diverșilor cercetători, el a fugit în Lituania, posibil încă din 1545. Genealogistul Octav-George Lecca susține că fugarul a fost un alt Gliga Arbore, înrudit colateral cu Luca, și descrie fuga ca o escapadă în Polonia cu două călugărițe. Familia Arbore a supraviețuit prin descendenții de sex feminin ai lui Luca și, potrivit lui Lecca, și prin alte rude apropiate. Fiica Ana Plaxa a reintrat în posesia conacului Arbore în jurul anului 1541, când Petru Rareș a preluat tronul Moldovei. Ea l-a încredințat pe meșterul Dragoșin Coman să repicteze biserica boierească, care fusese deteriorată de o invazie otomană în 1538, și, murind fără copii, a lăsat moștenire locul nepoatei sale Parasca Udrea. O nepoată, Anghelina, s-a căsătorit cu un diplomat al principilor Rareș și Iacob Heraclid, Avram Banilovschi. Un Mihu Arbore a fost înregistrat ca hatman în timpul domniei lui Rareș; în 1538, el a schimbat tabăra și și-a oferit sprijinul lui Ștefan al V-lea „Lăcustă”, pentru ca apoi să ia parte la o conspirație împotriva acestuia care s-a încheiat cu asasinarea principelui la Suceava.

## Moștenire

### Succesorii lui Arbore

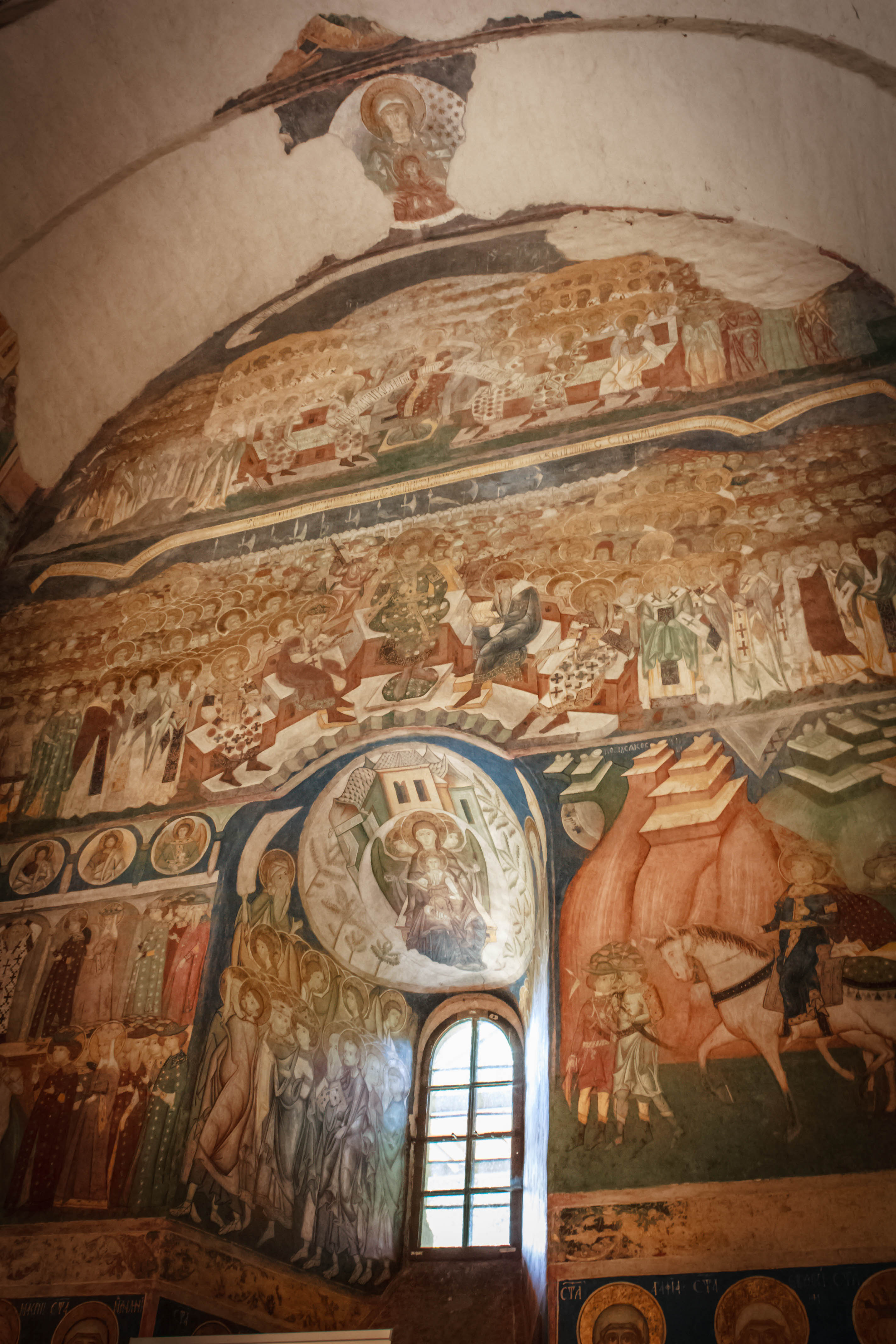
Frescele bisericii Arbore în 2016

Familia Udrea, în calitate de succesori ai lui Arbore, a obținut și alte părți din moșia Solca în 1555. Cu toate acestea, domnitorul de atunci al Moldovei, Alexandru Lăpușneanu, a organizat o altă represiune împotriva boierilor de rang înalt, iar Plaxa a murit, probabil, în timpul evenimentelor. Marica Solomon era încă în viață în 1583, când se retrăsese la o mănăstire; ea și Grigore Udrea s-au luptat pentru diverse bunuri ale familiei, Udrea fiind acuzat oficial de falsificare. Ana Plaxa, care de asemenea era călugăriță, a fost îngrijită de familia Udrea. Până în 1598, litigiul a fost soluționat în favoarea familiei Udrea, care și-a vândut apoi terenul de la Solca familiei Movilești, care l-a transferat Mănăstirii Sucevița. Solomonii au primit ca despăgubire fieful Stănileștiului.
Cel puțin din 1606, familia Ponici din Basarabia a fost, de asemenea, înregistrată ca descendentă a uneia dintre fiicele lui Luca Arbore, Stanca. Această ramură s-a înrudit cu descendenții portarului Petrică, printre care se număra și principele Ștefan Petriceicu. Moștenirea lui Udrea a ajuns la un Toader Murguleț, care a sprijinit-o pe principesa văduvă Elisabeta Movilă în războiul acesteia cu Ștefan Tomșa. Când acesta din urmă a preluat tronul, a confiscat Solca și a donat-o mănăstirii cu același nume. În 1620, moștenitorii declarați ai lui Luca erau fiicele (sau nepoatele) fiicei sale Marica, Tofana și Zamfira, și fiica Anghelinei, Nastasia. Aceștia au încercat, dar nu au reușit să obțină dreptul de proprietate asupra orașului Solca, care rămăsese în grija Mănăstirii Solca. În 1644, o altă strănepoată a lui Luca, Magda, era căsătorită cu Onciu Vrânceanu, vistierul principelui Vasile Lupu.
Se pare că moșiile de bază din Arbore și Solca au fost devastate pentru prima dată de diverse atacuri în secolul al XVII-lea, în special de războiul civil de la Tomșa și de expediția poloneză din 1683. Sub denumirea de „Bucovina”, zona a căzut sub monarhia habsburgică, iar apoi sub Imperiul Austriac. Această nouă administrație a trecut moșia de bază Solca într-un fond funciar al bisericii, apoi a închiriat-o, cimentând denumirea de Arbore (de asemenea Arbure sau Arbura). Localitatea a devenit o țintă a imigrației germane din Bavaria. Până în 1860, conacul fusese jefuit și vandalizat, o parte din zidăria sa aruncată fiind folosită pentru o clopotniță (o caracteristică care nu era prezentă în clădirea originală); stema Moldovei, afișată pe pereții săi, a fost acoperită cu mortar. Pivnița și tunelul au supraviețuit în continuare și au fost folosite ca ascunzătoare de haiducul Darie Pomohaci.
O inscripție incompletă sugerează că unii dintre Arbore se stabiliseră deja în Polonia și că au servit în armata Comunității la începutul secolului al XVIII-lea. Istoricul Alexandru Furtună propune, de asemenea, că, până în 1746, unii Arbores au fuzionat cu o ramură a familiei Cantacuzino și cu clanurile boierești Bantăș și Prăjescu. În acel an, celelalte trei familii au împărțit Hilăuțiul în feudele respective. După cum notează Lecca, cei care mai purtau numele de familie Arbore au coborât pe scara socială, devenind țărani liberi sau burghezi până în 1700 - deși, un secol mai târziu, un Dumitru Arbore a fost atestat cu rangul de paharnic. Cele două fiice ale sale s-au căsătorit în Familia Kogălniceanu⁠(d) și, respectiv, în clanul Ralli. Cărturarul și revoluționarul Zamfir Ralli a moștenit numele de familie Arbore de la o rudă care fusese adoptată de această familie și care ar putea descinde din portarul din secolul al XVI-lea. Pâslariuc nota, în 1997, că „numele familiei Arbure dăinuie până în zilele noastre”.

### În cultură
Diverse surse postume au păstrat o imagine respectuoasă a presupusului rebel. Cronicarul polonez Bernard Wapowski⁠(d) l-a descris ca fiind un „om puternic și măreț”. Potrivit istoricului de artă Emil Dragnev, Biserica Sfântul Gheorghe din Suceava, pictată în timpul domniei fratelui vitreg și succesor al lui Ștefan, Petru Rareș, poate oferi indicii că execuția lui Arbore era deja considerată o gravă fărădelege. Frescele îi acordă un rol de obicei proeminent lui Nabot⁠(d), acuzat pe nedrept și ucis de nedreptățitul Ahab. Dintre cronicarii moldoveni care au acoperit evenimentul, Macarie, un istoric oficial, a fost tranșant în a „nu lăsa niciodată să se înțeleagă că ar fi fost ceva nedrept în [execuția lui Arbore]”; scriind mult mai târziu, boierul polonofil Grigore Ureche a lăsat să se înțeleagă că principele ar fi fost lingușit și indus în eroare de dușmanii personali ai lui Arbore. Ureche susține, de asemenea, că Luca nu a fost judecat pentru acuzațiile aduse împotriva sa și nici nu a fost dovedită vreuna dintre afirmații, deși, potrivit lui Dragnev, propria afirmație a lui Ureche nu este neapărat susținută de dovezi.
În Moldova secolului al XIX-lea și în Regatul României, care a urmat, Arbore a fost recuperat și de literatură, apărând de la început ca figură eroică în poezia Santinela a lui Constantin Stamati și fiind portretizat în operele de proză ale lui Constantin Negruzzi. În anii 1860, basarabeanul Bogdan Petriceicu Hasdeu a făcut din el o figură cheie în nuvela Ursita, bazată vag pe conflictul dintre Ștefan al IV-lea și Șarpe Gănescu. Aici, Arbore este înfățișat sfătuindu-l pe Șarpe să fugă din țară, iar apoi este întemnițat ca răzbunare. Un alt fragment îi arată pe Arbore și pe Ștefan al III-lea discutând despre magia Renașterii. Hasdeu a început, de asemenea, să scrie un roman Arbore, pe care nu l-a terminat niciodată. În acea perioadă, Mihai Eminescu a schițat romanul Mira, numit după o fiică fictivă a portarului. Arbore însuși este prezent în operă, reprezentând „trecutul glorios” al domniei lui Ștefan al III-lea, împotriva decadenței lui Ștefan al IV-lea. Ștefan al IV-lea se îndrăgostește de Mira, dar în cele din urmă îl ucide pe tatăl ei.
Publicată o generație mai târziu, piesa Apus de soare, de Barbu Ștefănescu Delavrancea, îl are ca protagonist principal tot pe Arbore. În opera ulterioară a lui Delavrancea, Viforul, Arbore este din nou personajul principal — deși, în opinia criticului Eugen Lovinescu, prezența sa este superfluă, mai degrabă epică decât dramatică. Presupusa schemă a lui Arbore este luată de bună voie de către dramaturg și înfățișată ca o gravă eroare de judecată. Episodul partidei de vânătoare este descris ca o etapă timpurie a conflictului dintre principe și portar, care duce la uciderea deliberată a lui Arbore junior, numit aici Cătălin.
Relatarea lui Ureche a fost reluată de ministrul bucovinean Ion Nistor cu ocazia comemorării morții lui Arbore în 1924, la șase ani după integrarea Bucovinei în România Mare. Nistor a adăugat că Arbore a fost un „suflet curat” și un „adevărat martir” al Bisericii Ortodoxe Române, în fața căruia moldovenii au îngenuncheat. După cum a susținut în 2001 istoricul Lucian Boia, tratamentul lui Arbore în istoriografia românească a trecut prin două faze distincte. Înainte de instaurarea comunismului românesc, istoricii au descris în general execuția lui Arbore ca fiind „nejustificată” și au enumerat-o ca fiind una dintre neajunsurile lui Ștefan al IV-lea. În timpul comunismului, principele a fost lăudat pentru modul în care s-a ocupat de „trădătorii ț-țării”. Restaurată la intervale ulterioare, biserica Arbore este, din 2014, una dintre cele opt biserici moldovenești aflate pe lista Patrimoniului Mondial UNESCO.